# Wierzę w miłość
Wierzę w miłość – singel zespołu Varius Manx wydany dnia 10 lutego 2014 roku.
W tym utworze śpiewa Edyta Kuczyńska. Singel zajmował 15. miejsce na liście przebojów Polish Airplay Chart, 5. miejsce na Szczecińskiej Liście Przebojów, a także 2. miejsce na liście przebojów Wietrznego Radia oraz na POPLiście.